# Bernie Ecclestone
Bernard Charles "Bernie" Ecclestone (Suffolk, 28 de outubro de 1930) é um empresário, dirigente esportivo e ex-piloto britânico. Foi presidente e CEO da Formula One Management (FOM) e da Formula One Administration (FOA).
É acionista da Alpha Prema, um dos empreendimentos que gerenciam a Fórmula 1. Seu controle sobre o esporte, resultado de seu pioneirismo na venda dos direitos televisivos nos anos 1970 é sobretudo financeiro, mas os termos contratuais entre a FIA, as equipes e a Formula One Administration, garantiram-lhe, durante sua administração, estrutura e logística de cada Grande Prêmio de Fórmula 1.
Nos anos 1970 e 1980, foi proprietário da Brabham Racing Organization e assim fundou a Formula One Constructor´s Association (FOCA) aumentando sua influência política na categoria. O bom desempenho da Brabham nas pistas, sobretudo com o brasileiro Nelson Piquet (campeão em 1981 e 1983), ajudou a consolidar seu prestígio como gestor do esporte. Bernie Ecclestone venderia a sua parte na equipe em 1987.
Bernie Ecclestone também participou como piloto dos Grandes Prêmios de Mônaco e da Grã-Bretanha em 1958.

## Vida pessoal
Ecclestone nasceu em St Peter South Elmham, uma pequena aldeia três milhas ao sul de Bungay, Suffolk. Filho de um pescador, ele frequentou a escola primária em Wissett antes que a família mudasse para Bexleyheath, Kent, em 1938. Ecclestone deixou a escola aos 16 anos de idade para trabalhar nas fábricas de gás locais, e dedicar-se ao seu hobby, as motocicletas.
Segundo o ranking de bilionários da Forbes para 2011, Bernie Ecclestone é a quarta pessoa mais rica do Reino Unido com uma fortuna estimada em US$ 4,2 bilhões, um aumento de US$ 200 milhões em relação ao ano anterior.
No ano de 2004, ele vendeu uma de suas residências no Kensington Palace Gardens em Londres, apesar de nunca ter vivido nela, para o magnata do aço Lakshmi Mittal por £57.1 milhão, o que a tornou a casa mais cara já vendida.
Ecclestone tem uma filha, Deborah, com Ivy, sua primeira esposa. Deborah e seu marido lhe deram seu primeiro neto e este casou-se e tornou Bernie um bisavô. Ele então casou com Slavica Radić Ecclestone por 25 anos e com ela teve duas filhas: Tamara Ecclestone (nascida em 1984) e Petra Ecclestone (nascida em 1988). O divórcio foi concedido a pedido da esposa em 11 de março de 2009 e reportado no valor de um bilhão de euros.
Durante o Grande Prêmio do Brasil de 2009 conheceu a brasileira Fabiana Flosi (45 anos mais jovem) que trabalhava na organização da prova. Em abril de 2012 eles anunciaram o noivado e se casaram em 27 de agosto do mesmo ano.

## Carreira automobilística

### Início de carreira
Imediatamente após o fim da Segunda Guerra Mundial, Ecclestone ingressou no ramo automotivo e formou a concessionária de motocicletas Compton & Ecclestone com Fred Compton. Sua primeira experiência automobilística aconteceu em 1949 na Fórmula 3 500cc Series vindo a adquirir um Cooper Mk V em 1951. Como competidor participou de um número reduzido de provas, especialmente em Brands Hatch, conseguindo uma série de boas colocações e até mesmo uma vitória ocasional. Suas aspirações ruíram quando ele colidiu com Bill Whitehouse e caiu no parque de estacionamento do lado de fora da pista. Eventualmente, as pressões comerciais e os riscos convenceram-no a retirar-se do cockpit.[carece de fontes?]

#### Resultados na Fórmula 1
(legenda)
| Ano  | Equipe         | Chassis          | Motor   | 1   | 2       | 3   | 4   | 5   | 6   | 7        | 8   | 9   | 10  | 11  | Posição | Pontos |
| ---- | -------------- | ---------------- | ------- | --- | ------- | --- | --- | --- | --- | -------- | --- | --- | --- | --- | ------- | ------ |
| 1958 | B C Ecclestone | Connaught Type B | Alta L4 | ARG | MON DNQ | NED | 500 | BEL | FRA | GBR DNQ* | GER | POR | ITA | MOR | NC      | 0      |

* carro pilotado por Jack Fairman

### Dono de equipe
Após o acidente, Ecclestone deixou temporariamente as corridas para fazer uma série de investimentos lucrativos no mercado imobiliário e no setor de financiamento de empréstimos, passando a gerir sua concessionária aos fins de semana. Seu retorno às pistas aconteceu em 1957 como empresário de Stuart Lewis-Evans, comprando dois chassis da extinta Connaught, cujos pilotos ao longo dos anos haviam sido Lewis-Evans, Roy Salvadori, Archie Scott Brown, e Ivor Bueb. Ecclestone ainda tentou, sem sucesso, classificar-se com seu próprio carro no Grande Prêmio de Mônaco de 1958 (embora isso tenha sido descrito como "uma tentativa nada séria"). Ele também participaria da corrida na Grã-Bretanha, mas seu carro foi entregue a Jack Fairman. Ecclestone permaneceu como empresário de Lewis-Evans quando o piloto se mudou para a equipe Vanwall; Salvadori mudou-se para a equipe Cooper. Lewis-Evans sofreu queimaduras graves quando seu motor explodiu no Grande Prêmio de Marrocos de 1958 falecendo seis dias depois. Abalado, Bernie Ecclestone afastou-se das corridas pela segunda vez.
A amizade com Salvadori fez de Ecclestone o empresário de Jochen Rindt e co-proprietário da equipe dois da Lotus (cujo outro piloto era Graham Hill). Rindt morreu num acidente em Monza, embora sua pontuação tenha lhe garantido o título póstumo de campeão mundial. No início de 1972, Ecclestone comprou a equipe Brabham de Ron Tauranac e começou seu mandarinato como "chefão" da Fórmula 1 ao fundar a Associação dos Construtores da Fórmula 1 ao lado de Frank Williams, Colin Chapman, Teddy Mayer, Ken Tyrrell e Max Mosley. Uma das primeiras medidas desse colegiado foi organizar a questão dos direitos de transmissão televisiva das provas da categoria.

### Brabham
Durante a temporada de 1971, Ecclestone foi abordado por Ron Tauranac, dono da Brabham, que buscava um sócio à sua altura e nesse ínterim o inglês adquiriu o time ao custo de £ 100.000 cabendo a Tauranac o posto de designer da equipe e diretor da fábrica, tendo, contra sua vontade, Colin Seeley como auxiliar em suas atribuições, mas somente aos primeiros cabia o papel de "homens fortes" da Brabham.
Em 1972 a equipe conseguiu resultados modestos visto que a prioridade de Ecclestone era alterar o perfil da Brabham e fazer dela um time de ponta e a marca dessa viragem foi a promoção, no ano seguinte, do jovem sul-africano Gordon Murray ao cargo de projetista-chefe e sob sua orientação foi produzido o modelo BT42 dotado de uma transversal triangular, o primeiro de uma série de carros impulsionados pelo motor Ford e que levariam Carlos Reutemann e José Carlos Pace à vitória com a Brabham entre 1974 e 1975. O sucesso da "simbiose" entre os carros de Murray e os motores Ford, porém, não impediu Ecclestone de assinar com a Alfa Romeo para usar seus potentes motores flat-12 a partir de 1976, opção que, embora financeiramente vantajosa, fez a equipe cair de produção dado o peso e o elevado consumo de combustível dos motores e a baixa confiabilidade dos modelos BT45s. Somente com a contratação do bicampeão Niki Lauda para o ano de 1978 e o uso do revolucionário carro-ventilador, o time recuperou competitividade. A parceria com a Alfa Romeo terminou em 1979 quando Nelson Piquet foi efetivado  primeiro piloto do time devido à aposentadoria de Lauda. Nas temporadas seguintes a Brabham correu sob o impulso dos motores Ford Cosworth DFV.
Nelson Piquet sagrou-se vice-campeão mundial em 1980 ao ser derrotado por Alan Jones e conquistou o título em 1981, láurea que não o impediu de viver um ano conturbado em 1982 quando correu para dar confiabilidade aos motores turbo M10 quatro cilindros da BMW, embora tenha usado o Ford durante parte do ano. A recompensa veio em 1983 quando o brasileiro conquistou o bicampeonato mundial de Fórmula 1, sendo o primeiro a usar um motor turboalimentado, o que faria da Brabham um time competitivo pelos dois anos seguintes.
No final de 1985 Nelson Piquet encerrou sete anos de contrato e trocou a Brabham pela Williams tanto por questões financeiras quanto por razões desportivas, afinal seria correndo pela equipe de Grove que o brasileiro chegaria ao tricampeonato. Em 1986 Murray, cujos carros haviam vencido 22 provas na Fórmula 1, assinou contrato com a McLaren e ao fim de 1987 Ecclestone, cada vez mais afeito ao seu papel como dirigente da Associação dos Construtores da Fórmula 1 vendeu a Brabham ao empresário suíço Joachim Luhti por US$ 5 milhões após tê-la arrematado pelo equivalente a US$ 120 mil.

### Guerra FISA-FOCA
Ecclestone se tornou executivo-chefe da Associação dos Construtores da Fórmula 1 (FOCA) em 1978 tendo Max Mosley como seu assessor jurídico. Em conjunto, eles negociaram uma série de questões legais com a Federação Internacional de Automobilismo (FIA) e Jean-Marie Balestre, presidente da entidade e tais ajustes culminaram num golpe de mestre de Ecclestone,  o direito de a FOCA negociar os direitos de transmissão dos grandes prêmios de Fórmula 1 sendo que para tal fim foi instituída a Fórmula 1 Participações e Administração (FOPA) que dividiu as receitas da seguinte forma: 47% para as equipes, 30% para a FIA e 23% para o próprio Ecclestone através da FOPA que em contrapartida se responsabilizaria pelas premiações. O emaranhado sobre os direitos de TV causou atritos entre Ecclestone e a Fórmula 1 ao longo dos anos 1990, contudo o empresário estabeleceu o Pacto de Concórdia em 1997 e manteve tal atribuição sob seu controle em troca de repasses anuais à categoria, sendo que o tratado mais recente expirará no último dia de 2012.

### Atividades recentes
Mesmo após uma tripla intervenção coronariana em 1999, Ecclestone manteve o vigor na defesa de seus interesses comerciais, tanto que mesmo reduzindo sua participação na SLEC Holdings (conglomerado responsável pela gestão da Fórmula 1) para apenas 25% manteve o controle integral das empresas e da categoria. Também em 1999 Terry Lovell publicou uma biografia intitulada  Bernie's Game: Inside the Formula One World of Bernie Ecclestone (ISBN 1-84358-086-1). Em abril de 2000 Ecclestone vendeu a David Richards a Internacional Sportsworld Communicators (ISC), detentora dos direitos comerciais do Campeonato Mundial de Rali.
Ecclestone esteve sob fogo cruzado em outubro de 2004 quando ele e Jackie Stewart, presidente do British Racing Drivers Club, foram incapazes de selar um acordo quanto ao futuro do Grande Prêmio da Grã-Bretanha fazendo com que a prova fosse excluída do calendário provisório de 2005, todavia um assentimento dos chefes de equipes quanto a uma série de cortes de custos fizeram com que a prova fosse mantida no calendário por um período de cinco anos. No mês seguinte os três bancos que detêm 75% na SLEC e, portanto, controlam a Fórmula 1 – BayernLB, JPMorgan Chase e Lehman Brothers – investiram judicialmente contra Ecclestone, o que gerou especulações sobre a perda do controle exercido pelo magnata britânico sobre a categoria e tal processo resultou num veredicto do juiz Andrew Park em 6 de dezembro no qual o magistrado deu razão aos bancos. Ecclestone, por sua vez, insistia em dizer que a decisão não tinha valor algum e recorreu. No dia seguinte, em reunião com os chefes de equipe no aeroporto de Heathrow, em Londres, o britânico ofereceu £ 260 milhões ao longo de três anos em troca de renovação unânime do Pacto de Concórdia expirado em 2008. Duas semanas mais tarde, Gerhard Gibkowsky, membro do conselho do BayernLB e presidente da SLEC, afirmou que os bancos não tinham a intenção de remover Ecclestone de sua posição de controle.
Em março de 2005 duas rodas de seu carro, um Mercedes-Benz CLS55 AMG, (tido como o primeiro de sua marca no Reino Unido) foram roubadas enquanto o veículo estava estacionado à frente da residência de Ecclestone em Londres. Numa sexta-feira, 17 de junho de 2005, Ecclestone estampou as manchetes americanas ao comentar o quarto lugar de Danica Patrick nas 500 Milhas de Indianápolis daquele ano numa entrevista à estação de televisão WRTV: "Ela fez um bom trabalho, não é? Super. Achava que ela não seria capaz de fazê-lo assim. Você sabe, eu tenho uma dessas ideias maravilhosas que as mulheres devem ser todas vestidas de branco, como todos os outros aparelhos domésticos." (Após a vitória de Danica Patrick 2008 no Twin Ring Motegi, Ecclestone enviou-lhe uma carta de congratulações) Dois dias depois, Ecclestone viu 14 dos 20 carros se recusarem a correr o Grande Prêmio dos Estados Unidos no Indianapolis Motor Speedway sob a alegação de que as equipes temimam pela segurança em razão da fragilidade do tipo de composto fornecido pela Michelin em seu pneus e após uma série de reuniões entre Bernie Ecclestone, Max Mosley e os diretores da equipe, nenhum acordo foi obtido quanto a uma flexibilização das regras ou uma mudança nas configurações de pista e assim Ecclestone se tornou um alvo para a frustração público, pois embora ele não tenha causado o problema, sua posição de comando o tornava o mais credenciado para resolver o impasse. Ao final fãs e jornalistas foram testemunhas de uma corrida de apenas seis carros sendo que dois lugares na zona de pontuação ficaram vazios.
Após a perda de Silverstone como sede do Grande Prêmio da Inglaterra em 2008, Ecclestone voltou à baila sob a acusação de manipular as receitas da Fórmula 1 ao seu bel prazer. Damon Hill apontou a Formula One Management (FOM) como uma peça-chave para a perda do evento. Citando Bernie, ele disse uma vez:" Você pode ter tudo como quiser, desde que você pague muito por isso, mas não podemos pagar muito por algo ... O problema é que o dinheiro vai para fora e para longe. Há uma questão de saber se esse dinheiro ainda retorna à Fórmula 1". Flavio Briatore também endossou as críticas: "Hoje em dia Ecclestone leva 50% de todas as receitas, mas nós devemos ser capazes de reduzir nossos custos em 50%".
Em 7 de janeiro de 2010, foi anunciado que Ecclestone, juntamente com a Genii Capital, fez uma proposta de compra da montadora sueca Saab Automobile.
No dia 23 de janeiro de 2017, a Liberty Media, atual controladora dos diretor comerciais da Fórmula 1, anunciou a demissão de Bernie. Em seu lugar, foram anunciados Ross Brawn como o chefão esportivo e Sean Bratches, como o responsável pela área comercial, assim dividindo em duas responsabilidades o que Bernie Ecclestone comandava exclusivamente.

## Queens Park Rangers
Em 3 de setembro de 2007 Ecclestone e Flavio Briatore compraram o Queens Park Rangers (QPR) Football Club da Premier League e em dezembro eles se uniram como co-proprietários ao empresário Lakshmi Mittal, a quinta pessoa mais rica no mundo, que comprou 20% do clube. Um ano depois, foi anunciado que Ecclestone comprou a maioria das ações de Flavio Briatore se tornou detentor de 69% do time. Em 18 de agosto de 2011 Ecclestone e Briatore venderam suas ações a Tony Fernandes, proprietário da equipe Caterham de Fórmula 1.

## Controvérsias

### Com o Partido Trabalhista
Em 1997 Ecclestone envolveu-se em uma controvérsia sobre a política do Partido Trabalhista Britânico a respeito da publicidade de cigarros. Antes de sua vitória nas eleições gerais daquele ano os trabalhistas divulgaram um manifesto em apoio a uma diretiva da União Europeia contrária ao patrocínio esportivo feito pela indústria tabagista. Naquele momento os times mais importantes e poderosos da Fórmula 1 ostentavam patrocínios como os da Rothmans, Marlboro, Mild Seven, West e Benson & Hedges. Após a vitória trabalhista a postura antitabagista do novo governo foi reforçada por declarações do Secretário de Saúde, Frank Dobson e da Ministra da Saúde Pública, Tessa Jowell, o que levou Ecclestone a encontrar-se com o primeiro-ministro Tony Blair em 16 de outubro.
Em 4 de novembro a “feroz antitabagista Jowell” arguiu em Bruxelas pela isenção de sanções à Fórmula 1, porém a mídia explorou o fato de que a ministra abdicou de seus princípios em favor de um "esporte de glamour" e ventilou ligações de seu marido com a Benetton. Quase de imediato surgiu a informação de que em janeiro de 1997 Ecclestone doou £ 1.000.000 ao partido e em 17 de novembro um compungido Tony Blair pediu desculpas pela condução incorreta do caso e anunciou que a devolução do valor doado fora feita há seis dias. Além disso o chefe de governo assegurou que “a decisão de isentar a Fórmula 1 se deu duas semanas após a reunião” motivada pelo temor de que a Grã-Bretanha sofresse concorrência de países asiáticos favoráveis à continuidade do patrocínio tabagista. Em 2008, um ano após Blair deixou o cargo de primeiro-ministro, memorandos internos da Downing Street revelaram que, na verdade, a decisão saiu no dia da reunião, e não duas semanas mais tarde, como Blair declarou ao Parlamento.

### Mulheres como "eletrodomésticos"
Em 2005, ao falar sobre o desempenho da piloto Danica Patrick, ele observou: "Você sabe que eu tenho uma dessas ideias maravilhosas ... as mulheres devem se vestir de branco, como todos os outros eletrodomésticos." Ecclestone mais pediu desculpas a Patrick, mas repetiu seus comentários antes de desculpar-se pela segunda vez. Anteriormente, em fevereiro de 2000, ele disse que as mulheres nunca atingiriam a excelência na Fórmula 1.

### Polêmica hitlerista
Em uma entrevista publicada pelo Times em 4 de julho de 2009, Ecclestone disse: "Apesar de parecer terrível dizer isto, com exceção do fato de Hitler ter se deixado levar em um determinado momento e de fazer coisas que não sei se realmente queria fazer ou não, o certo é que ele estava em uma posição de mandar em muitos e conseguir com que fizessem as coisas. No final ele acabou se perdendo, e portanto não foi um bom ditador, porque ou sabia o que estava acontecendo (ao seu redor) e insistiu nisso ou simplesmente foi condescendente... de qualquer maneira, não agiu como um ditador". De acordo com Ecclestone a democracia também proporcionou situações não meritórias: "Se você olhar para uma democracia verá que ela não fez muita coisa boa para muitos países - incluindo este". Ele também disse que seu amigo de 40 anos Max Mosley, filho do líder fascista britânico Oswald Mosley, "seria um bom primeiro-ministro" para o Reino Unido e acrescentou: "No fundo eu não acho que seria um problema".
Ao ver a má repercussão de sua entrevista ao diário britânico Ecclestone admitiu que foi idiota e lamentou que suas declarações tenham sido distorcidas para em seguida apresentar suas "mais sinceras desculpas" a respeito do caso.

### Acusações de suborno
Em depoimento prestado na Alemanha em 2012 o ex-diretor de risco do BayernLB, Gerhard Gribkowsky, admitiu o recebimento de € 45 milhões em suborno a fim de convencer a instituição onde trabalhava a vender para Ecclestone sua participação na empresa que geria os direitos comerciais da Fórmula 1. Ao tratar do caso o Ministério Público descartou o argumento de que o chefão da Fórmula 1 “pagou sob chantagem” apontando-o como coautor do crime de suborno. Temendo ver sua liderança questionada, o magnata britânico ofereceu-se para depor e, segundo ele, provar a falsidade das acusações.

### Detenção por porte ilegal de arma de fogo
Em 25 de maio de 2022, Ecclestone foi detido pela Polícia Federal do Brasil no Aeroporto de Viracopos, em Campinas por porte ilegal de arma de fogo. A pistola LW Seecamp .32 estava em sua bagagem e foi detectada pelo raio-x quando o mesmo saia do Brasil com destino a Suíça. Logo após o pagamento de uma fiança de R$ 6.060 (US$ 1257), ele foi liberado para realizar a viagem em um voo particular. Classificando o episódio como um "incidente pequeno e bobo", o empresário negou que tenha sido preso e foi irônico ao comentar o caso. "Não tenho tido nenhuma publicidade ultimamente e achei que deveria fazer alguma coisa para conseguir alguma".

### Críticas ao "Singapuragate"
Bernie Ecclestone criticou as implicações do Grande Prêmio de Singapura de 2008. Para o ex-dirigente, esta corrida deveria ter sido anulada por conta do disposto no regulamento ante o acúmulo de evidências e provas de manipulação de resultados. "Decidimos não fazer nada, queríamos proteger o esporte e salvá-lo de um escândalo. Havia uma regra que dizia que a posição de um campeão mundial era intocável após a cerimônia de premiação da FIA (Federação Internacional do Automobilismo). Assim, Hamilton recebeu a taça e tudo ficou bem. Mas tínhamos informações suficientes naquele momento para investigar o assunto. Segundo o regulamento, devíamos ter anulado a corrida em Singapura por essas condições".
Naquela ocasião, o brasileiro Nelson Piquet Jr. bateu propositadamente no muro do circuito provocando a intervenção do safety car numa sucessão de eventos que culminaram na vitória de Fernando Alonso, companheiro de Piquet na equipe Renault. Após investigar o caso, a FIA baniu Flavio Briatore da Fórmula 1 e afastou Pat Symonds por cinco anos, sendo que os pilotos tiveram destinos diferentes: Fernando Alonso permaneceu incólume enquanto Nelson Piquet Jr. deixou a categoria. Como não anularam a prova em Marina Bay, Lewis Hamilton finalizou em terceiro pela McLaren e ampliou para sete pontos sua vantagem sobre Felipe Massa na liderança do campeonato, conquistando o título por um ponto de vantagem sobre o brasileiro da Ferrari no Grande Prêmio do Brasil de 2008.
"Ainda hoje sinto pena de Massa. Ele venceu a última corrida do ano em seu GP em casa, em São Paulo, e fez tudo certo. Ele foi roubado nesse título que merecia, enquanto Hamilton teve toda a sorte do mundo e conquistou seu primeiro campeonato. Hoje eu teria resolvido de forma diferente. Por isso, para mim, Michael Schumacher ainda é o único heptacampeão, mesmo que as estatísticas digam o contrário".